# За спиною
«За спиною» — роман української письменниці та перекладачки Гаськи Шиян, виданий у 2019 році видавництвом «Фабула».

## Цитати
«Протестуючи проти нових ролей, які війна нав'язує не тільки тим, хто на війні, а й тим, хто в глибокому тилу, головна героїня аж до травматичного фіналу не помічає, що в наш неспокійний час навіть у західноєвропейських країнах безтурботне життя без коріння й надриву — це короткозорість, а не реалістична оцінка ситуації».
— Ярослава Стріха

«Фактично цей роман є монологом успішної галичанки, яка зробила себе сама, розповіддю егоцентричної й егоїстичної феміністки про власне життя, своє нещасливе кохання і головне — про свій вибір між насолодами–комфортом й стражданнями–самопожертвою на користь першого».

— Роксана Харчук

## Відзнаки
Літературна премія Європейського союзу (2019)
Всеукраїнська премія «ЛітАкцент Року» (2019)
Номінація Премії «Книга року Бі-Бі-Сі» (2019)